# Divine Oduduru
Ejowvokoghene Divine Oduduru (* 7. Oktober 1996 in Ughelli) ist ein nigerianischer Leichtathlet, der sich auf den Sprint spezialisiert hat.

## Sportliche Laufbahn
Erste internationale Erfahrungen sammelte Divine Oduduru bei den 2013 erstmals ausgetragenen Jugendafrikameisterschaften in Warri, bei denen er in 10,62 s und in 21,56 s die Goldmedaillen über 100 Meter sowie im 200-Meter-Lauf gewann sowie eine Bronzemedaille mit der nigerianischen Sprintstaffel (1000 Meter) in 1:54,58 min. Anschließend erreichte er bei den Jugendweltmeisterschaften in Donezk im 100-Meter-Lauf das Halbfinale, in dem er mit 11,05 s ausschied. Zudem wurde er über 200 Meter in 21,37 s Sechster und kam in der Sprintstaffel im Vorlauf zum Einsatz. Daran anschließend siegte er bei den Juniorenafrikameisterschaften in Réduit in 21,19 s über 200 Meter sowie in 40,36 s mit der 4-mal-100-Meter-Staffel. Im Jahr darauf gewann er bei den Juniorenweltmeisterschaften in Eugene in 20,25 s die Silbermedaille über 200 Meter und wurde mit der Staffel in 39,66 s Fünfter. Anschließend siegte er bei den Afrikameisterschaften in Marrakesch in 39,51 s mit der Staffel, in der er aber nur im Vorlauf zum Einsatz kam, und wurde im 200-Meter-Lauf in 20,81 s Sechster. 2015 siegte er bei den Juniorenafrikameisterschaften in Addis Abeba in 10,44 s bzw. 21,22 s über 100 und 200 Meter sowie in 39,99 s auch mit der Staffel. Bei den World Relays auf den Bahamas ging er mit der 4-mal-200-Meter-Staffel an den Start, wurde dort aber im Vorlauf disqualifiziert. Im September nahm er erstmals an den Afrikaspielen in Brazzaville teil und gewann dort in 20,45 s die Silbermedaille hinter dem Ivorer Hua Wilfried Koffi. Zudem kam er in der Staffel im Vorlauf zum Einsatz, die später im Finale disqualifiziert wurde.
2016 erreichte er bei den Afrikameisterschaften in Durban über 200 Meter das Finale, ging dort aber nicht mehr an den Start. Mit seinen Leistungen qualifizierte er sich auch erstmals für die Olympischen Spiele in Rio de Janeiro, bei denen er über 200 Meter bis in das Halbfinale gelangte, in dem er mit 20,59 s ausschied. Zwei Jahre später gewann er bei den Afrikameisterschaften im heimischen Asaba in 20,60 s die Silbermedaille über 200 Meter hinter dem Südafrikaner Ncincihli Titi sowie in 38,74 s auch mit der nigerianischen 4-mal-100-Meter-Staffel. 2019 gewann er zum zweiten Mal die NCAA-Meisterschaften und zeigte dort an nur einem Tag Weltklasseleistungen. Über 100 Meter näherte er sich in 9,86 s dem Afrikarekord seines Landsmannes Olusoji Fasuba um nur eine Hundertstelsekunde und über 200 Meter stellte er in 19,73 s einen neuen Landesrekord auf und liegt damit auf Platz 14 der ewigen Bestenliste (Stand 2019). Anschließend nahm er erneut an den Afrikaspielen in Rabat teil und gewann dort in 20,54 s die Silbermedaille hinter dem Sambier Sydney Siame und gewann auch mit der Staffel in 38,59 s die Silbermedaille hinter dem Team aus Ghana. Anschließend erreichte er bei den Weltmeisterschaften in Doha über 200 Meter das Halbfinale, in dem er mit 20,84 s ausschied. 2021 nahm er erneut an den Olympischen Spielen in Tokio teil und wurde dort im Vorlauf über 100 m disqualifiziert und gelangte über 200 m bis ins Halbfinale, in dem er mit 20,16 s ausschied. Am 9. Februar 2023 gab die Athletics Integrity Unit bekannt, dass Oduduru wegen Besitzes/Anwendung oder versuchter Anwendung einer verbotenen Substanz im Zusammenhang mit dem Fall von Blessing Okagbare, seiner 2022 für 11 Jahre gesperrten Landsfrau, vorläufig suspendiert wird. Im Oktober 2023 wurde er wegen des Besitzes mehrerer Dopingmittel für sechs Jahre gesperrt.
2014 und 2016 wurde Oduduru nigerianischer Meister im 200-Meter-Lauf. Er ist Student an der Texas Tech University in Lubbock.

## Persönliche Bestleistungen
- 100 Meter: 9,86 s (+0,8 m/s), 7. Juni 2019 in Austin
  - 60 Meter (Halle): 6,52 s, 23. Februar 2019 in Lubbock
- 200 Meter: 19,73 s (+0,8 m/s), 7. Juni 2019 in Austin (nigerianischer Rekord)
  - 200 Meter (Halle): 20,08 s, 23. Februar 2019 in Lubbock (nigerianischer Rekord)